# Hello, Dolly! (Musical)

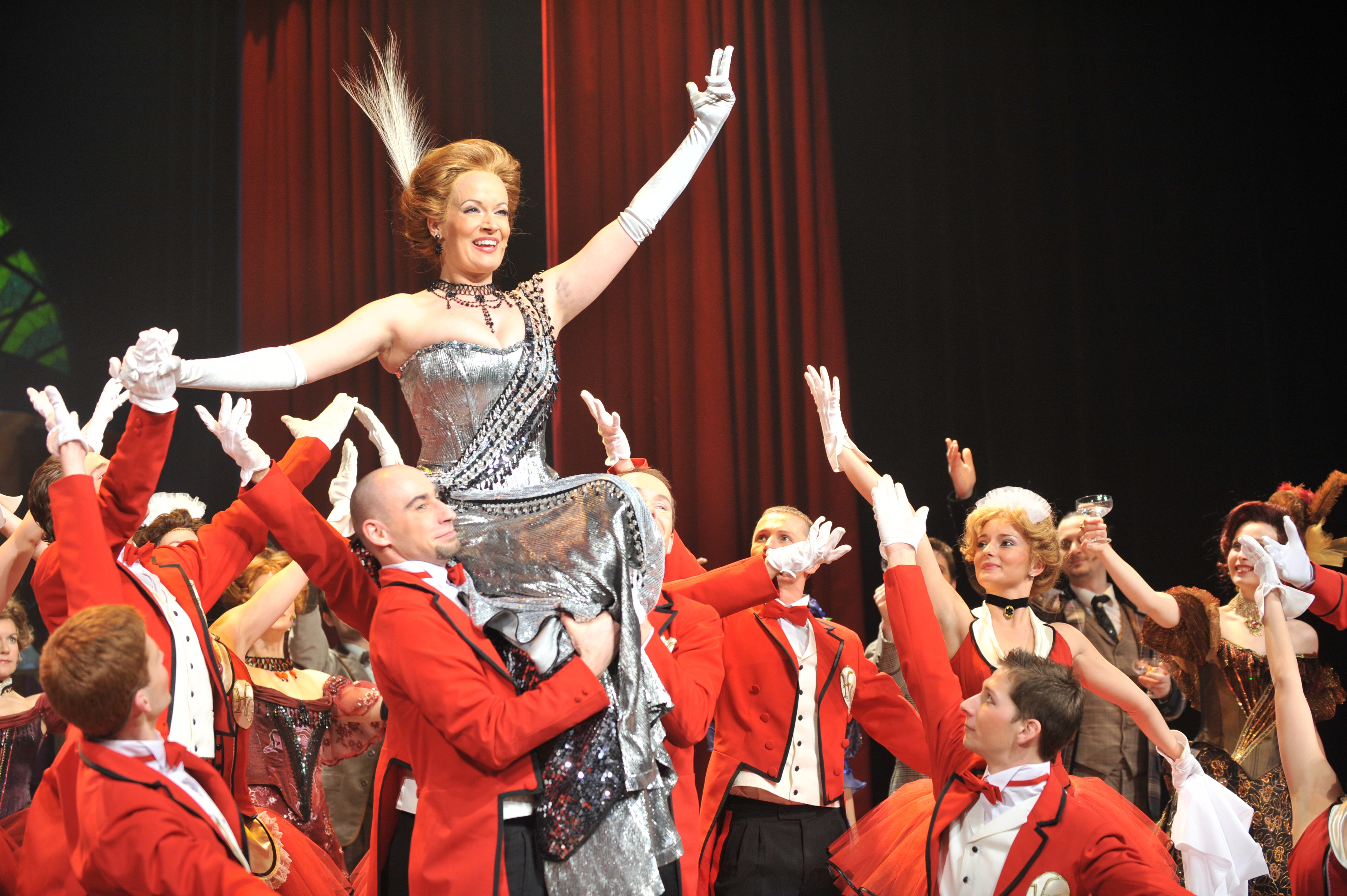
Hello, Dolly! Aufführung mit Alena Antalová und Kompanie (2010)

Hello, Dolly! ist ein Musical mit der Musik und den Gesangstexten von Jerry Herman; das Buch schrieb Michael Stewart. Das Musical produzierte David Merrick, Regie und Choreografie übernahm Gower Champion. Die Rolle der Dolly Levi war Ethel Merman zugedacht, die jedoch ablehnte, sodass Carol Channing besetzt wurde. Die Uraufführung fand am 16. Januar 1964 im St. James Theatre in New York statt. Die Produktion war außerordentlich erfolgreich und erlebte 2844 Aufführungen.
Im Londoner West End wurde das Musical am 2. Dezember 1965 im Drury Lane Theatre erstaufgeführt; die Hauptrolle spielte Mary Martin.
Die deutschsprachige Erstaufführung (Hallo, Dolly!) fand am 26. November 1966 im Düsseldorfer Schauspielhaus statt in einer Inszenierung von Jean-Pierre Ponnelle. Die Übersetzung stammt von Robert Gilbert; die musikalische Leitung übernahm Klaus Doldinger. Die erste deutsche Dolly wurde von Tatjana Iwanow verkörpert (als Dolly Wassiljewa, nicht Dolly Levi).
Von März 2017 bis 2018 war Bette Midler als Dolly Levi in ihrer ersten Hauptrolle am Broadway in einer Neuaufführung des Musicals zu sehen. Von Juli bis September 2024 war das Stück im London Palladium mit Imelda Staunton als Dolly zu sehen.

## Literarische Vorlage
Die literarische Vorlage von Thornton Wilder geht zurück auf die einaktige Farce „A Day Well Spent“ des Engländers John Oxenford, die 1834 in London uraufgeführt und von dem Wiener Autor Johann Nepomuk Nestroy 1842 zu dem Singspiel „Einen Jux will er sich machen“ adaptiert worden war. Wilder verlegte die Handlung in die damals noch ländliche Umgebung New Yorks und machte daraus das Stück „The Merchant of Yonkers“. Die in der Vorlage nicht enthaltene Figur der Dolly Levi ist Wilders Erfindung und von der Heiratsvermittlerin Frosine aus Molières „Der Geizige“ inspiriert. „The Merchant of Yonkers“ war am Theater erfolgreich, aber Wilder schrieb es 1955 um und veröffentlichte es neu unter dem Titel „The Matchmaker“.

## Die Handlung
Der eigenbrötlerische und geizige Horace Vandergelder aus dem damals ländlichen Yonkers meint, dass er wohl doch heiraten solle, und nimmt mit der Heiratsvermittlerin Dolly Levi, die selbst verwitwet ist, Kontakt auf. Diese vermittelt ihm eine Verabredung mit einer Hutmacherin in New York, die er auch wahrnimmt. Als er abreist, schärft er Barnaby und Cornelius, den beiden Angestellten seines Handelsgeschäfts ein, den Laden gut zu hüten. Diese jedoch freuen sich, einen Tag lang seinem strengen Regiment zu entkommen, und beschließen, einen Ausflug nach New York zu machen.
Zufällig treffen sie Dolly Levi, die die orientierungslosen Provinzler unter ihre Fittiche nimmt, ohne zu wissen, dass sie Angestellte ihres Auftraggebers Vandergelder sind. Sie landen in dem Hutgeschäft, dessen Inhaberin infolge Dollys Vermittlung mit Vandergelder verabredet ist. Vandergelder trifft alsbald dort ein; Barnaby und Cornelius verstecken sich und können so unerkannt bleiben. Während Vandergelders Verabredung infolge seiner Schroffheit schnell zu Ende geht, finden Barnaby und Cornelius Gefallen an zwei jungen Hutmacherinnen, auf die sie in dem Geschäft treffen. Dolly hat nun alle Mühe, die Inhaberin des Hutgeschäfts zu trösten und den beiden jungen Männern ein Mindestmaß an urbanen Manieren beizubringen. Sie meistert diese Aufgaben und zieht sich dann zurück, weil sie bemerkt hat, dass sie selbst Interesse an Vandergelder entwickelt, obwohl es ihr schwerfällt, sich selbst dies einzugestehen. Schließlich lädt sie Vandergelder in ein vornehmes Restaurant ein, in dem sie früher Stammgast war und vom gesamten Personal geschätzt wird (der dramaturgische „Aufhänger“ des Titelsongs).
Genau dorthin hat es auch Barnaby und Cornelius gezogen, die ihren neuen Freundinnen aus dem Hutgeschäft imponieren wollen, jedoch schnell bemerken müssen, dass sie die Preise dort nicht bezahlen können. Beim Versuch, sich aus dem Staub zu machen, treffen sie auf Vandergelder, der sie zur Rede stellt und dann wutentbrannt auf Dolly trifft, die ihm zunächst sehr deutlich sagt, dass sie ihn für einen widerwärtigen Kerl hält. Vandergelder macht sich auf den Nachhauseweg, doch Dolly hat inzwischen bemerkt, dass sie Vandergelder trotz seiner abweisenden Art liebt und überdies nicht mehr länger allein leben will. Sie fährt ihm nach Yonkers nach und gesteht ihm ihre Liebe. Vandergelder ist darüber erstaunlicherweise sehr erfreut und lässt sich von Dolly sogar bewegen, Cornelius und Barnaby zu verzeihen.

## Musiknummern
Akt I
- Ouvertüre – Orchester
- Call On Dolly (Komm zu Dolly) – Ensemble
- I Put My Hand In (Ich war immer eine Frau, die gern ’was arrangiert) – Dolly
- It Takes A Woman (Man braucht ein Frauchen) – Horace & männliche Kunden
- It Takes A Woman (Man braucht ein Frauchen) Reprise – Dolly
- Put On Your Sunday Clothes (Zieh deinen Sonntagsanzug an) – Cornelius, Barnaby, Dolly, Ambrose, Ermengarde und Ensemble
- Ribbons Down My Back (Bunte Bänder trage ich am Hut) – Irene
- Ribbons Down My Back (Reprise) – Irene
- Motherhood (Mutterschaftsmarsch) – Dolly, Irene und Minnie Fay
- Dancing (Ich tanze) – Dolly, Cornelius, Barnaby, Irene, Minnie Fay und Ensemble
- Before the Parade Passes By (Ich lass die Musik nicht vorbei) – Dolly & Ensemble

Akt II
- Entr'acte – Orchester
- Penny in My Pocket – Horace (wird in manchen Aufführungen ausgelassen)
- Elegance (Eleganz) – Cornelius, Barnaby, Irene und Minnie Fay
- Look, Love in my Window – Dolly (wird in manchen Aufführungen ausgelassen)
- Waiter’s Gallop (Kellnergalopp) – Maitre und Kellner des „Harmonia Gardens“
- Hello, Dolly! (Hallo, Dolly) – Dolly, Maitre, Kellner und Köche des „Harmonia Gardens“
- The Polka Contest – Ambrose, Ermengarde, Irene, Cornelius, Minnie Fay, Barnaby und Ensemble (ursprünglich „Come and Be My Butterfly“)
- It Only Takes a Moment (Es kann oft ein Moment sein) – Cornelius, Irene, Ensemble
- So Long Dearie (Leb’ wohl, Liebling) – Dolly
- Finale – gesamtes Ensemble

## Verfilmung
Im deutschsprachigen Raum dürfte vor allem die Verfilmung bekannt sein, die 1969 unter der Regie von Gene Kelly produziert wurde. Darstellerin der Titelrolle war Barbra Streisand, ihr Partner Walter Matthau; in einer weiteren Hauptrolle der spätere Phantom-der-Oper-Star Michael Crawford; in einem Gastauftritt ist Louis Armstrong zu sehen und zu hören.
In der Verfilmung gibt es im Vergleich zur Bühnenfassung einige musikalische Änderungen. So wurde zum Beispiel der Titel „I Put My Hand In“ durch „Just Leave Everything to Me“ ersetzt.

## Auszeichnungen
Tony Award 1964
- Bestes Musical
- Beste Hauptdarstellerin
- Bestes Bühnenbild
- Bestes Kostümdesign
- Beste Choreographie
- Beste Musicalregie
- Beste Musikalische Leitung

Grammy Hall of Fame Award 2002 für die Aufnahme der 1964er Inszenierung